# Combate de Quechereguas (1814)
El Combate de Quechereguas fue una operación militar en la que participaron las fuerzas realistas de Gabino Gaínza y las fuerzas patriotas chilenas al mando de Bernardo O'Higgins, el 8 de abril de 1814. El hecho ocurrió en los terrenos de La Hacienda Quechereguas, de propiedad de Juan Manuel de la Cruz y Bahamonde y  de su hermano Vicente de la Cruz y Bahamonde; vecino al río Claro, cerca de la ciudad de Molina, VII Región del Maule, en Chile.
El jefe realista pasó por el río Maule protegido por sus fuerzas. O'Higgins, en cambio, se encontraba impedido de realizar la misma maniobra, a causa de la presencia de las fuerzas realistas.
El comandante patriota logró superar la situación, burlando la vigilancia durante la noche. Atravesó el río y dirigiénsode al norte se colocó entre el ejército español y la capital, en el sitio llamado Quechereguas donde acampó con su tropas.
Desde ahí rechazó los ataques de Gaínza, obligando a este a volverse a la ciudad de Talca, derrotado.